# Tepelný štít

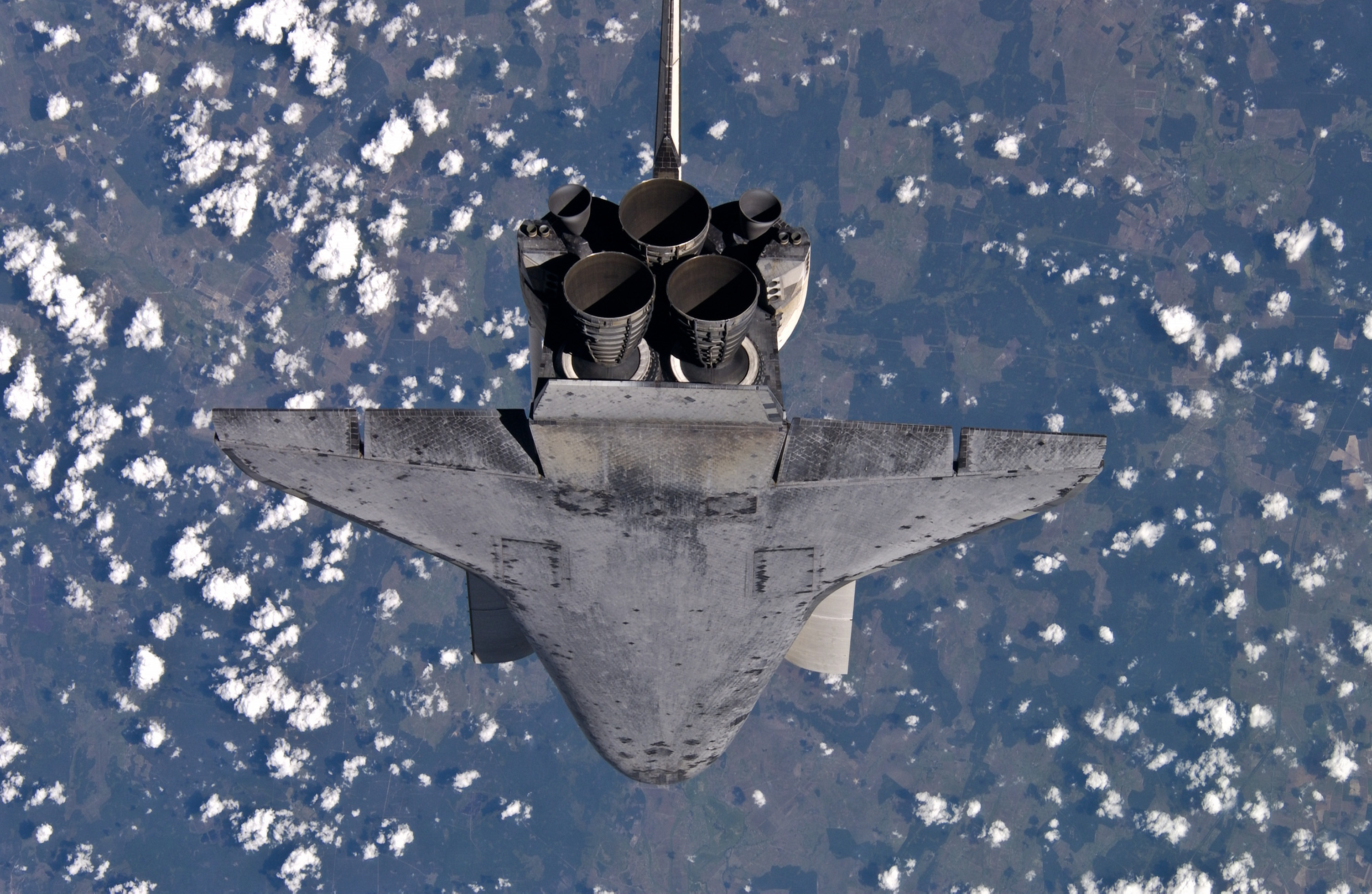
Jako tepelný štít funguje u amerických raketoplánů spodní část tvořená ze speciálních keramických destiček

Tepelný štít (obecněji tepelná ochrana) je ochranná vrstva umělého kosmického tělesa (například kosmické lodi) nebo balistické střely, chránící před účinky aerodynamického ohřevu při sestupu atmosférou Země nebo jiné planety.
Využívá se v letectví a kosmonautice při brzdění návratových nebo přistávacích pouzder. Při návratu z nízké oběžné dráhy se typický špičkový tepelný tok v rázové vlně pohybuje kolem 500 kW/m2, u meziplanetárních letů je to několik MW/m2. Úlohou tepelného štítu je zabránit přestupu tepla z rázové vlny na kosmické těleso.
Systémy tepelné ochrany lze rozdělit například na:
- pasivní (tepelný rezervoár, radiativní, izolační, ablativní) – jediné dnes používané pro kosmické lodě
- poloaktivní a aktivní (chlazení tepelnými trubicemi, výparníkové chlazení, cirkulační chlazení, aerodynamické chlazení mezní vrstvy) – navrženo zejména pro scramjety, chlazení mezní vrstvou se používá pro chlazení stěn spalovací komory a trysky raketových motorů.

## Pasivní tepelná ochrana

### Ablativní chlazení
Pracuje na principu vytvoření chladnější mezivrstvy proudících par mezi rázovou vlnou a povrchem štítu.
Ablativní tepelný štít je vyroben z materiálu s nízkou tepelnou vodivostí a vysokým měrným výparným teplem. Při průchodu atmosférou za vysoké hypersonické rychlosti se povrchová vrstva štítu částečně taví a odpařuje a teplo vznikající v rázové vlně je tak odneseno proudem plynů, jimiž se těleso pohybuje. Lze je navrhnout i pro velmi vysoké tepelné zátěže, většinou na jedno použití. Paradoxně, při příliš nízkých tepelných zátěžích (kdy nedojde k odpařování a štít pak pracuje jen jako izolace) může ochranná funkce selhat.
Příklady ablativních materiálů:

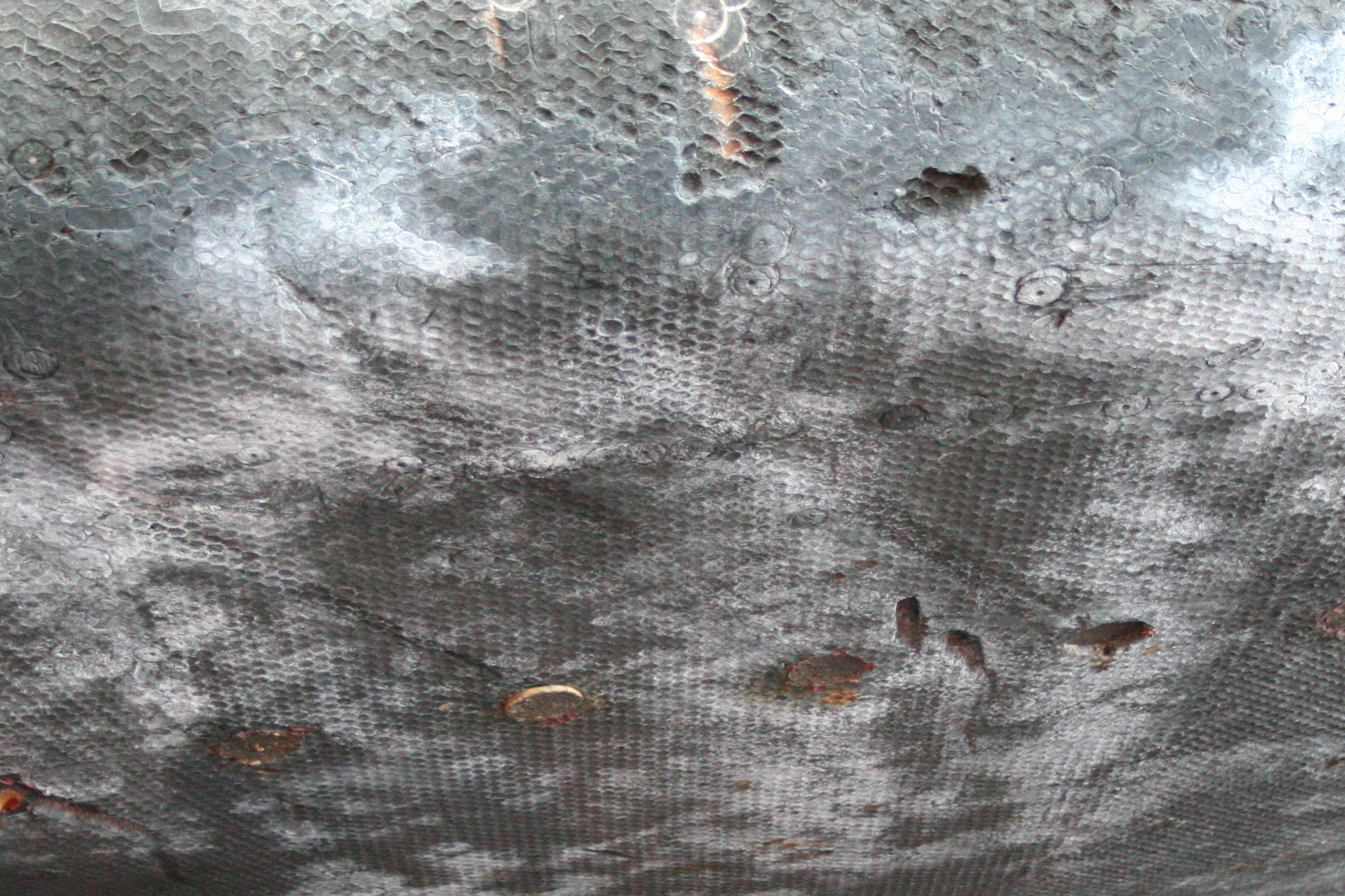
Tepelný štít lodi Apollo 12, po návratu na zemi. Je patrné, že ze štítu byly odebírány vzorky pro poletové rozbory

- pryskyřice (hl. fenolové) – nejstarší tepelné štíty, např. u lodi Vostok
- FM5055 – fenolová pryskyřice s uhlíkovým plnivem, použita např. u atmosférického pouzdra sondy Galileo (rekordní vstupní rychlost – 47 km/s, rekordní tepelný tok – až 300 MW/m2[8][4])
- AVCOAT – epoxidové a fenol-formaldehydové pryskyřice se skleněným plnivem, použit u lodí Apollo
- SLA561-V – lehká tepelná ochrana pro vyšší tepelnou zátěž, poprvé použita na sondách Viking
- SIRCA – keramický ablátor impregnovaný silikonem, strojově dobře obrobitelný
- PICA/PICA-X – uhlíková vlákna ve fenolové pryskyřici, použito např. u sondy Stardust nebo MSL. Varianta PICA-X může být pro návrat z nízké oběžné dráhy Země použita i opakovaně (např. u lodi Dragon).

### Tepelný rezervoár (kapacitní tepelná ochrana)
Principem tohoto typu tepelné ochrany je pohlcení příchozího tepla v materiálu štítu tak, aby se nedostalo ve škodlivé míře k nosným strukturám kosmické lodě. Tato funkce je obsažena ve všech typech tepelných štítů, v "čisté" podobě byla použita jen v programu suborbitálních letů Mercury-Redstone (beryliová "houba") nebo u některých jaderných hlavic (např. americké Mk.2 s měděným rezervoárem). Problémem těchto tepelných štítů je především velká hmotnost.

### Radiativní chlazení
Tok zářivé tepelné energie z povrchu roste se čtvrtou mocninou teploty (Stefanův–Boltzmannův zákon). Materiál tepelného štítu tedy může značnou část tepla z plynu zahřátém rázovou vlnou vyzářit, ať už okamžitě nebo postupně (slouží-li štít zároveň jako tepelný rezervoár). Tento princip chlazení se uplatňuje zejména např. na nose a náběžných hranách raketoplánů z uhlík-uhlíkových kompozitů, kde teplota při návratu přesahuje 1500 °C. Jsou vyvíjeny vysokoteplotní slitiny a keramiky na bázi zirkonia a hafnia.

### Izolační ochrana
Materiál tepelného štítu funguje zároveň jako izolace nosné konstrukce pod ním. Zejména na místech, kde je teplota povrchu poněkud nižší, lze využít materiálů s extrémně malou tepelnou vodivostí, jako jsou například u raketoplánu dlaždice z křemenných vláken (do 1260 °C) nebo speciální tkanina (Nomex, do 370 °C).

## Tvar tepelného štítu
I když nejlepší hypersonické vlastnosti mají tělesa s ostrými hranami, nelze je zatím prakticky použít pro tělesa vracející se z oběžné dráhy. Tepelný tok do čela letícího tělesa je menší u těles "tupých", díky větší vzdálenosti rázové vlny od povrchu tělesa (tepelný tok je nepřímo úměrný odmocnině z poloměru zakřivení povrchu, teorii vypracoval roku 1953 Harry Julian Allen).

## Provedení tepelného štítu
Tepelný štít je obvykle pevnou součástí tělesa. Může být buď nanesen plošně přímo na povrch dopravního prostředku (Vostok), na jeho odhazovací část (Sojuz) nebo skládán z menších částí (raketoplán). Pro nižší rychlosti lze použít jako tepelnou ochranu i speciální nátěry (X-15).
Testovány byly i tepelné štíty nafukovací.